# Петница (Ваљево)
Петница је насељено место града Ваљева у Колубарском округу. Према попису из 2022. било је 682 становника.

## Историја
Село Петница је веома старо. Прве породице су се у њега доселиле већ почетком 15. века. Најстарији познати писани документ је Петнички Псалтир из 1488. године који сведочи не само о постојању села Петница, већ и о манастиру и школи при њему. Манастир су Турци спалили и потпуно уништили у 18. веку, али и даље постоји црква, последњи пут обновљена 1864. године на темељима старе, много пута рушене и пљачкане, манастирске цркве. Приликом копања темеља за објекте Станице откривени су остаци старог петничког гробља ("бобије") који су пренесени у данашњу цркву. На месту данашње истраживачке станице постојала је школа, изграђена 1925. год.
Терен села географски припада ваљевском красу који чини низ ниских и средњих планина рашчлањених мрежом долина, котлина и клисура. Оне су претежно састављене од кречњака, па у себи крију бројне пећинске канале, галерије, шупљине и др. Околина села је богата разноврсним биљним и животињским светом. Петница обилује површинским и подземним водама. Кроз село протиче речица Бања, која извире из Петничке пећине, и поток Поцибрава који село дели на два дела - брдски (јужни) и равнији (северни) део. На Поцибрави је 1990. године изграђена заштитна брана намењена заштити од бујица и тако добијено мало језеро површине 2 ha. На обалама језера су птице селице и мочварице већ формирале своја станишта, док су га бројни ваљевски риболовци прогласили за своје омиљено „ловиште“.

## Петничка пећина
Петничка пећина се налази на 300 m од Истраживачке станице.
- Петничка пећина
- Петничка пећина
- Петничка пећина
- Петничка пећина
- Петничка пећина
- Петничка пећина
- Петничка пећина

## Демографија
У насељу Петница живи 471 пунолетни становник, а просечна старост становништва износи 37,8 година (37,6 код мушкараца и 38,0 код жена). У насељу има 192 домаћинства, а просечан број чланова по домаћинству је 3,20.
Ово насеље је великим делом насељено Србима (према попису из 2002. године), а у последња три пописа, примећен је пораст у броју становника.
|  |

| Демографија | Демографија | Демографија |
| Година      | Становника  | Становника  |
| ----------- | ----------- | ----------- |
| 1948.       | 360         |             |
| 1953.       | 401         |             |
| 1961.       | 408         |             |
| 1971.       | 439         |             |
| 1981.       | 414         |             |
| 1991.       | 483         | 481         |
| 2002.       | 614         | 626         |

| Етнички састав према попису из 2002.‍ | Етнички састав према попису из 2002.‍ | Етнички састав према попису из 2002.‍ | Етнички састав према попису из 2002.‍ | Етнички састав према попису из 2002.‍ |
| ------------------------------------ | ------------------------------------ | ------------------------------------ | ------------------------------------ | ------------------------------------ |
|                                      |                                      |                                      |                                      |                                      |
| Срби                                 | Срби                                 |                                      | 610                                  | 99,34%                               |
| Хрвати                               | Хрвати                               |                                      | 1                                    | 0,16%                                |
| Немци                                | Немци                                |                                      | 1                                    | 0,16%                                |
| непознато                            | непознато                            |                                      | 2                                    | 0,32%                                |

| Година пописа     | 1948. | 1953. | 1961. | 1971. | 1981. | 1991. | 2002. |
| ----------------- | ----- | ----- | ----- | ----- | ----- | ----- | ----- |
| Број домаћинстава | 74    | 83    | 103   | 114   | 116   | 150   | 192   |

| Број чланова      | 1  | 2  | 3  | 4  | 5  | 6  | 7 | 8 | 9 | 10 и више | Просек |
| ----------------- | -- | -- | -- | -- | -- | -- | - | - | - | --------- | ------ |
| Број домаћинстава | 36 | 37 | 24 | 62 | 18 | 11 | 4 | 0 | 0 | 0         | 3,20   |

| Пол    | Укупно | Неожењен/Неудата | Ожењен/Удата | Удовац/Удовица | Разведен/Разведена | Непознато |
| ------ | ------ | ---------------- | ------------ | -------------- | ------------------ | --------- |
| Мушки  | 258    | 77               | 164          | 12             | 5                  | 0         |
| Женски | 243    | 42               | 164          | 32             | 4                  | 1         |
| УКУПНО | 501    | 119              | 328          | 44             | 9                  | 1         |

| Пол    | Укупно                    | Пољопривреда, лов и шумарство | Рибарство                            | Вађење руде и камена | Прерађивачка индустрија       |
| ------ | ------------------------- | ----------------------------- | ------------------------------------ | -------------------- | ----------------------------- |
| Мушки  | 121                       | 16                            | 0                                    | 1                    | 30                            |
| Женски | 76                        | 19                            | 0                                    | 0                    | 14                            |
| УКУПНО | 197                       | 35                            | 0                                    | 1                    | 44                            |
| Пол    | Производња и снабдевање   | Грађевинарство                | Трговина                             | Хотели и ресторани   | Саобраћај, складиштење и везе |
| Мушки  | 2                         | 17                            | 9                                    | 1                    | 7                             |
| Женски | 1                         | 1                             | 8                                    | 3                    | 1                             |
| УКУПНО | 3                         | 18                            | 17                                   | 4                    | 8                             |
| Пол    | Финансијско посредовање   | Некретнине                    | Државна управа и одбрана             | Образовање           | Здравствени и социјални рад   |
| Мушки  | 0                         | 2                             | 3                                    | 3                    | 2                             |
| Женски | 3                         | 6                             | 2                                    | 3                    | 7                             |
| УКУПНО | 3                         | 8                             | 5                                    | 6                    | 9                             |
| Пол    | Остале услужне активности | Приватна домаћинства          | Екстериторијалне организације и тела | Непознато            | Непознато                     |
| Мушки  | 6                         | 0                             | 0                                    | 22                   | 22                            |
| Женски | 1                         | 0                             | 0                                    | 7                    | 7                             |
| УКУПНО | 7                         | 0                             | 0                                    | 29                   | 29                            |

## Галерија
- село Петница - Црква Пресвете Богородице
- село Петница - панорама
- село Петница - панорама
- село Петница - панорама
- село Петница - панорама
- село Петница - панорама
- село Петница - панорама
- село Петница - панорама